# Крассо, Жан-Филипп
Жан-Фили́пп Крассо́ (фр. Jean-Philippe Krasso; род. 17 июля 1997, Штутгарт) — ивуарийский футболист, нападающий клуба «Париж» и национальной сборной Кот-д’Ивуара.

## Клубная карьера

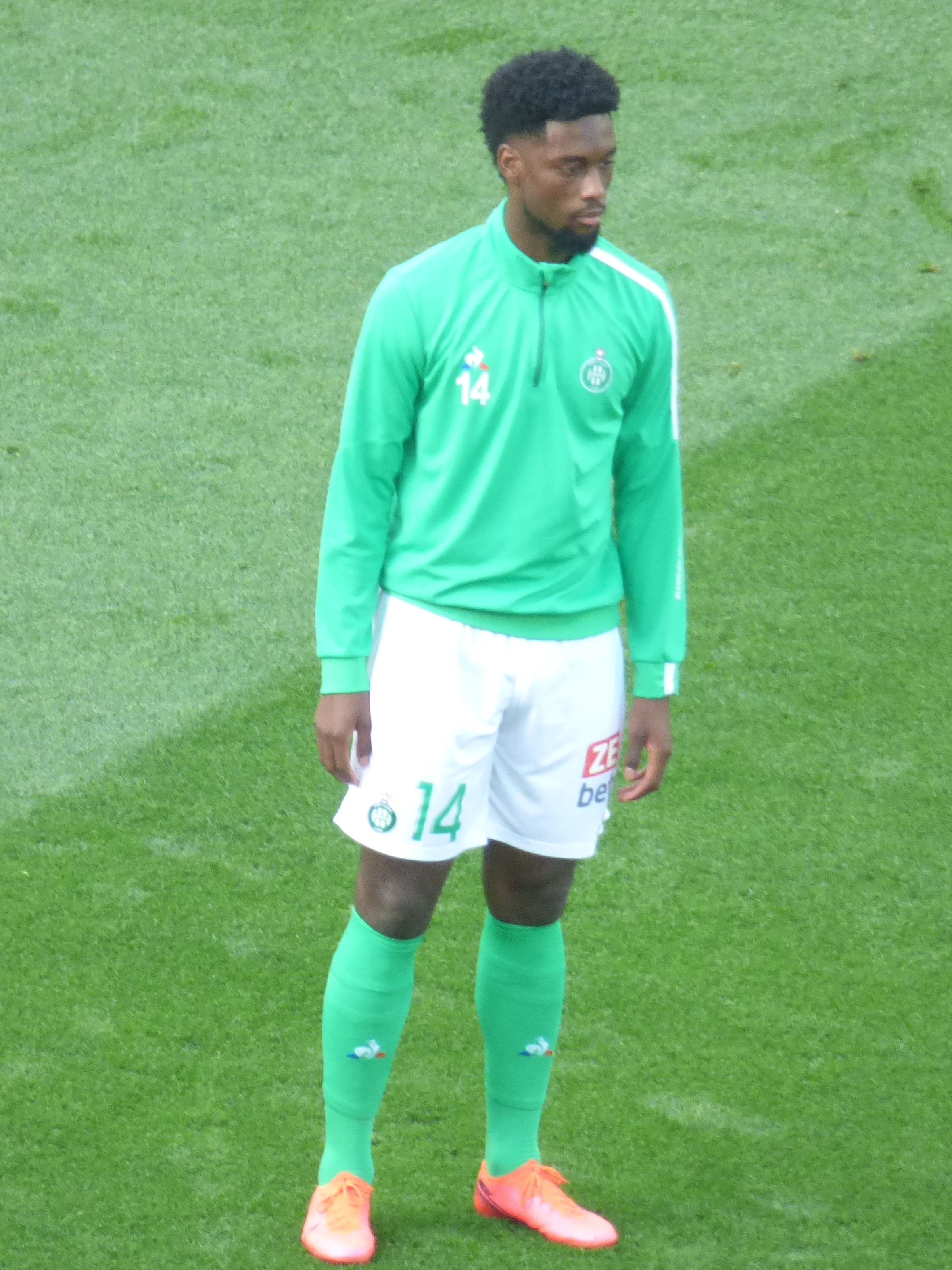
Крассо в составе «Сент-Этьена»

Крассо — воспитанник клубов «Шатору» и «Лорьян». В 2015 году он начал выступать за команду дублёров последнего. В 2017 году Жан-Филипп покинул клуб и выступал за команды низших дивизионов «Шильтигайм» и «Эпиналь». В 2020 году Крассо перешёл в «Сент-Этьен», подписав контракт на 3 года. 30 августа в матче против своего бывшего клуба «Лорьян» он дебютировал в Лиге 1. В начале 2021 года Крассо перешёл в «Ле-Ман» на правах аренды. 8 февраля в матче против «Бастии» он дебютировал в Лиге 3. 5 марта в поединке против «Вильфранша» Жан-Филипп забил свой первый гол за «Ле-Ман». По окончании аренды игрок вернулся в «Сент-Этьен». 7 ноября в поединке против «Клермона» Жан-Филипп забил свой первый гол за клуб.
В начале 2022 года Крассо был арендован «Аяччо». 7 февраля в матче против «Парижа» он дебютировал в Лиге 2. 26 февраля в поединке против «Родеза» Жан-Филипп забил свой первый гол за «Аяччо».
Летом 2022 года Крассо вернулся в «Сент-Этьен». 30 августа в матче против «Бастии» он сделал «покер».
20 июня 2023 года Крассо перешёл в сербскую «Црвену звезду». 4 июля дебютировал за клуб во время летних сборов в Санкт-Петербурге против «Зенита»(2:1), забив победный гол. 30 июля атче против «Воеводины» он дебютировал в сербской Суперлиге. В этом же поединке Жан-Филипп сделал «дубль», забив свои первые официальные голы за «Црвену Звезду».

## Международная карьера
24 сентября 2022 года в товарищеском матче против сборной Того он дебютировал за сборную Кот-д’Ивуара. 16 ноября в поединке против сборной Бурунди Жан-Филипп забил свой первый гол за национальную команду.
В 2024 году Крассо стал победителем домашнего Кубка Африки. На турнире он сыграл в матчах против сборных Гвинеи-Бисау, Экваториальной Гвинеи, Сенегала, ДР Конго и дважды Нигерии. В поединке против биссайцев Жан-Филипп забил гол.

### Голы за сборную Кот-д’Ивуара
| #   | Дата           | Место                                                | Противник    | Счёт | Результат | Соревнование                     |
| --- | -------------- | ---------------------------------------------------- | ------------ | ---- | --------- | -------------------------------- |
| 01. | 16 ноября 2022 | Марракеш, Марракеш, Марокко                          | Бурунди      | 1:0  | 4:0       | Товарищеский матч                |
| 02. | 24 марта 2023  | Буаке, Буаке, Кот-д’Ивуар                            | Коморы       | 4:0  | 4:0       | Кубок Африки 2023 квалификация   |
| 03. | 17 ноября 2023 | Стадион имени Алассана Уаттары, Абиджан, Кот-д’Ивуар | Сейшелы      | 7:0  | 9:0       | Чемпионат мира 2026 квалификация |
| 04. | 13 января 2024 | Стадион имени Алассана Уаттары, Абиджан, Кот-д’Ивуар | Гвинея-Бисау | 2:0  | 2:0       | Кубок Африки 2023                |

## Достижения
Кот-д’Ивуар
- Победитель Кубка Африки — 2023